# Aeroportul Internațional Lombok
Aeroportul Internațional Lombok (IATA: LOP, ICAO: WADL) este un aeroport din East Lombok⁠(d), West Nusa Tenggara⁠(d), Indonezia ce deservește zona Mataram. Aeroportul a fost tranzitat în 2018 de 4.139.371 de pasageri. A fost deschis în 2011.
Situat la o altitudine de 97 m, aeroportul dispune de o singură pistă. Este operat de Angkasa Pura⁠(d).